# يو إف سي ليلة القتال: نيلسون ضد بونزينيبيو
يو إف سي ليلة القتال: نيلسون ضد بونزينيبيو (بالإنجليزية: UFC Fight Night: Nelson vs. Ponzinibbio)‏ هو حدث لفنون القتال المختلطة نظمته يو إف سي، أُقيم في 16 يوليو 2017، على أوفو هايدرو في غلاسكو، إسكلتندا.